# Prisão do Condado de Chester
A prisão do condado de Chester, situada na cidade de West Chester, no estado da Pensilvânia, é uma instituição de segurança média que aloja detentos adultos do sexo masculino com idade superior a 18 anos. Recentemente, a prisão retomou as visitas presenciais, embora em uma base limitada. As visitas são concedidas uma vez por mês para blocos elegíveis agendados ao longo de um período de quatro semanas. Durante esse período, cada detento tem direito a receber uma visita com até três visitantes.
Em um incidente recente, um detento chamado Danilo Cavalcante, condenado por assassinato e procurado em conexão com um homicídio no Brasil, seu país natal, conseguiu escapar da prisão do condado de Chester. Cavalcante fugiu ao escalar uma parede e passar por um arame farpado. Desde sua fuga em 31 de agosto de 2023, ele tem conseguido evitar a captura, apesar da busca ativa de centenas de policiais em um perímetro fortemente arborizado no norte do condado de Chester. Cavalcante foi avistado mais de uma dúzia de vezes e até mesmo alvejado por um morador local.